# Dumlupınar (district)
Dumlupınar is een Turks district in de provincie Kütahya en telt 3.277 inwoners (2007). Het district heeft een oppervlakte van 275,82 km².
De bevolkingsontwikkeling van het district is weergegeven in onderstaande tabel.
| 1997  | 2000  | 2007  |
| ----- | ----- | ----- |
| 5.476 | 5.494 | 3.277 |